# Veyrières (Corrèze)
 Veyrières  (en occitano Veirieras) es una comuna y población de Francia, en la región de Lemosín, departamento de Corrèze, en el distrito de Ussel y cantón de Bort-les-Orgues.
Su población en el censo de 2008 era de 56 habitantes.
Está integrada en la Communauté de communes du Plateau Bortois .

## Demografía
| 78 | 89 | 86 | 69 | 71 | 66 | 56 |
| Para los censos de 1962 a 1999 la población legal corresponde a la población sin duplicidades (Fuente: INSEE [Consultar]) |    |    |    |    |    |    |